# Olaf Pedersen
Jens Olaf Pedersen (Stubberup, 1884. július 6. – Stubberup, 1972. április 6.) olimpiai ezüstérmes dán tornász.
Az 1912. évi nyári olimpiai játékokon indult tornában és a svéd rendszerű csapat összetettben ezüstérmes lett.
Klubcsapata a Skytterforeningernes Hold volt.